# Уксуярви
У́ксуя́рви (фин. Uuksujärvi) — озеро на территории Лоймольского сельского поселения Суоярвского района Республики Карелия.

## Общие сведения
Площадь озера — 2,8 км², площадь бассейна — 495 км². Располагается на высоте 96,0 метра над уровнем моря. Котловина ледникового происхождения.
Форма озера продолговатая, лопастная, вытянутая с юго-востока на северо-запад. С севера-запада в него втекает, а с юго-востока вытекает река Уксунйоки. Берега озера изрезаны, в основном скалистые. С юго-восточной стороны в озеро втекает река Каартойоки, а также безымянный водоток, берущие начало из озера Полвиярви.
На озере имеется три острова средней величины: Лапинсаари, Хийденсаари и Лемакансаари (фин. Lapinsaari, Hiidensaari, Lemakansaari). Общая площадь островов составляет 0,05 км².
Рыбы: ряпушка, щука, плотва, лещ, налим, окунь.
Населённые пункты на озере отсутствуют.
В северо-западной оконечности озера расположен автомобильный мост дороги 86К-13 («Суоярви — Койриноя»), возле которого находится урочище Новая Майсула, где ранее располагался пионерский лагерь.
Ранее на южном берегу озера находился одноимённый посёлок (фин. Uuksujärvi).
Код водного объекта в государственном водном реестре — 01040300211102000013933.

## Фотографии
|  |  |